# Keir Hardie

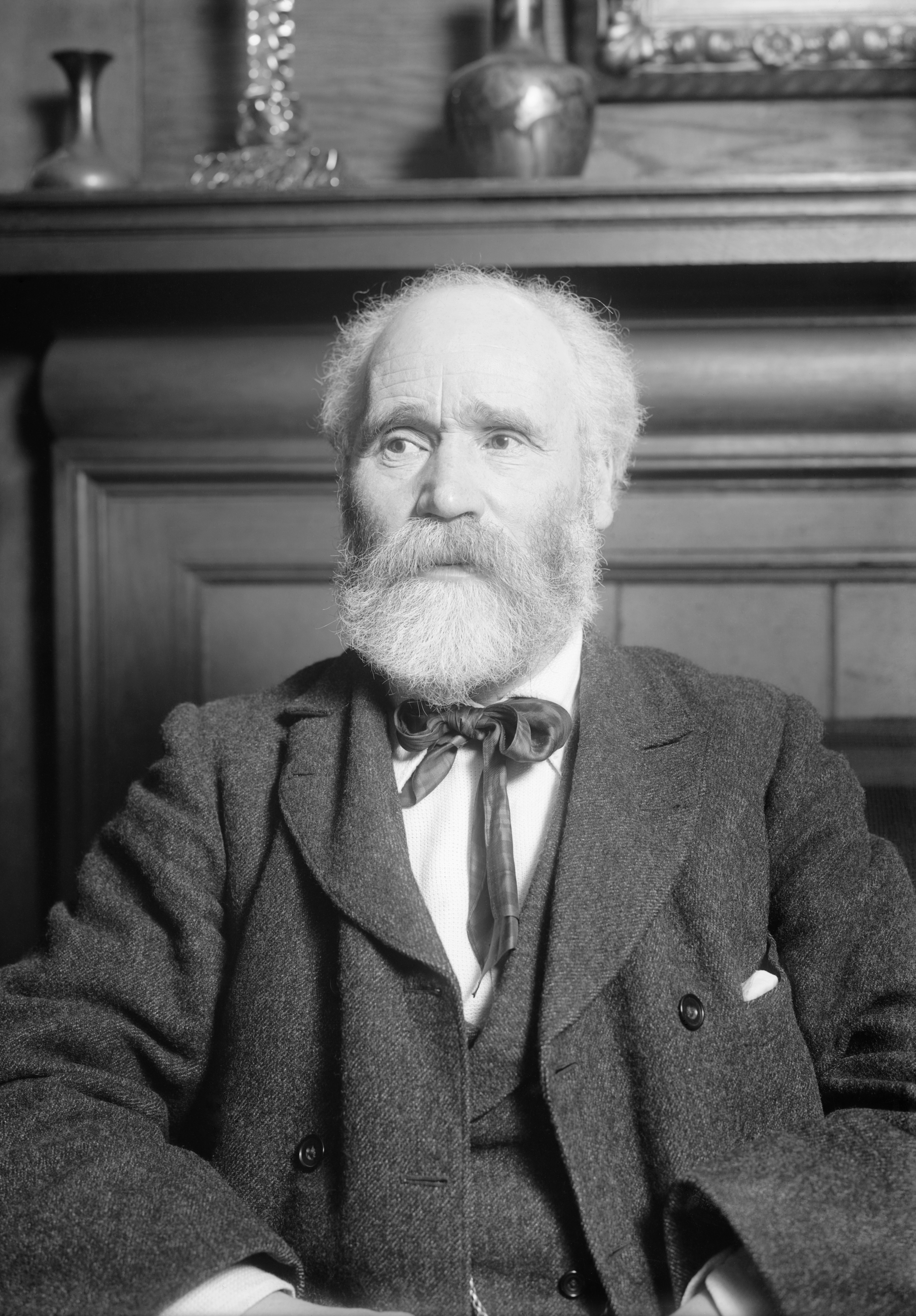
Keir Hardie 1909

James Keir Hardie (* 15. August 1856 in Newhouse, North Lanarkshire; † 26. September 1915 in Glasgow) war ein britischer Politiker (Labour Party). Hardie wurde berühmt als einer der Gründer der Labour Party sowie als einer ihrer ersten beiden Abgeordneten im britischen Parlament.

## Leben

### Frühes Leben (1856–1888)

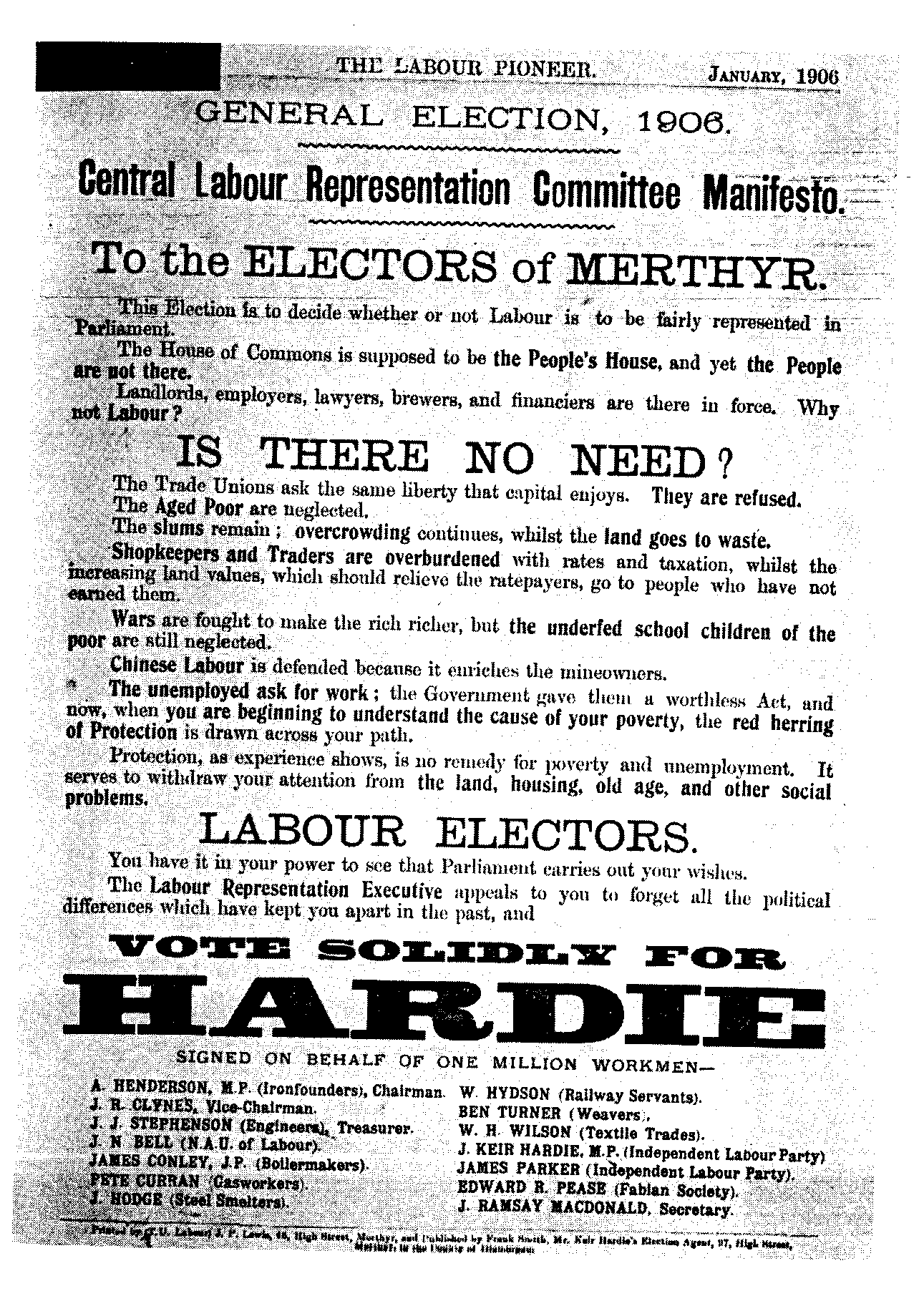
Wahlplakat aus dem Jahr 1906

Hardie wurde 1856 in Newhouse als unehelicher Sohn des Dienstmädchens Mary Keir aus Legbrannock bei Motherwell geboren. Nach der Hochzeit seiner Mutter mit dem Schreiner David Hardie nahm er dessen Namen an. Hardie wuchs in ärmlichen Verhältnissen in Glasgow auf. Seit seinem achten Lebensjahr war er genötigt, zum Verdienst seiner Familie beizutragen, zeitweise sogar als Alleinversorger seiner Eltern (unter anderem als Botenjunge eines Bäckers). Nach dem Tod der Mutter zog Hardies Familie nach Lanarkshire, wo Hardie 1867 anfing, in den Kohlegruben zu arbeiten.
Hardie besuchte nie eine Schule: Lesen brachte ihm seine Mutter mit Hilfe weggeworfener Zeitungen bei, Schreiben lernte er autodidaktisch im Alter von siebzehn Jahren. Am 3. August 1879 heiratete Hardie Lillie Wilson. Etwa zur selben Zeit begann er, sich für die Gewerkschaftsbewegung zu engagieren. 1880 leitete er den ersten Streik in der Geschichte der Bergarbeiter von Lanarkshire. Da er aufgrund der Feindschaft der Minenbesitzer in Lanarkshire als Bergmann fortan keine Arbeit mehr finden konnte, begann er sich in der schottischen Stadt Cumnock als Journalist zu betätigen. Außerdem wurde er Laienpriester der Evangelikanisch-unionistischen Kirche. 1886 wurde Hardie zum Sekretär der lokalen Bergarbeiter-Gewerkschaft, der „Ayrshire Miners Union“ und bald darauf auch der „Scottish Miners Federation“, deren Zeitung „The Miner“ er als Herausgeber betreute.

### Politische Karriere (1888–1915)
Ursprünglich ein Anhänger der Liberal Party, ging er aus Enttäuschung über die Gladstone’sche Wirtschaftspolitik auf Distanz zu dieser und begann, sich nach einer politischen Alternative umzusehen, die den Interessen der Arbeiterklasse größeren Platz einräumen würde. Er wurde schließlich zum Sozialisten und kandidierte im April 1888 als „unabhängiger Labour-Kandidat“ erstmals – erfolglos – für den Wahlkreis Mid Lanark für einen Unterhaussitz.
Anlässlich der Gründung der „Scottish Labour Party“ am 25. August 1888 wurde Hardie zu deren erstem Parteisekretär ernannt. 1892 zog Hardie schließlich als Kandidat für den Wahlkreis West Ham South mit 5.268 im Vergleich zu 4.036 Stimmen, die auf seinen konservativen Gegenkandidaten entfielen, als zweiter Kandidat für seine Partei – nach dem Vorsitzenden Robert Cunninghame Graham – ins Unterhaus ein. Dort tat er sich in den folgenden Jahren als Befürworter einer Steuerprogression bei der Einkommensteuer sowie als Verfechter freier Schulbildung und von staatlichen Renten, als Unterstützer des Frauenwahlrechtes sowie bei Initiativen zur Abschaffung des Oberhauses hervor.
1893 beteiligte sich Hardie an der Gründung der Independent Labour Party. 1894 fiel er mit Angriffen auf die Staatsform der Monarchie auf, nachdem das Königshaus seine Bitte, den Tod von 251 Kohlekumpels in der Bekanntmachung anlässlich der Geburt des Thronfolgers (des späteren Eduard VIII.) zu erwähnen, ausgeschlagen hatte. 1895 verlor er seinen Unterhaussitz. In den folgenden fünf Jahren betätigte er sich vor allem als öffentlicher Redner und wirkte als Organisator der jungen Labour Party. 1900 organisierte er die Versammlung verschiedener Gewerkschaften und sozialistischer Gruppen, bei der die Gründung des Labour Representation Committee, das seinen Namen 1906 schließlich in Labour Party änderte, beschlossen wurde.
1900 wurde Hardie während der Khaki-Wahlen als Vertreter des Wahlkreises Merthyr Tydfil and Aberdare erneut ins Unterhaus gewählt. 1908 trat Hardie als Führer der Labour Party zurück, sein Nachfolger wurde Arthur Henderson. In seinen letzten Lebensjahren fiel Hardie als engagierter Streiter für das Frauenwahlrecht, das Ende der Rassentrennung in Südafrika und das Recht der Selbstregierung für Indien auf. Den Ersten Weltkrieg lehnte Hardie als Pazifist ab. Nachdem sein Versuch, gemeinsam mit den Sozialisten anderer Länder ein Ende des Krieges durch einen internationalen Generalstreik zu erzwingen, gescheitert war, betätigte er sich als Unterstützer von Kriegsdienstverweigerern und Organisator von Antikriegs-Demonstrationen. Er starb 1915 nach mehreren Schlaganfällen in Glasgow.